# Steve Biddulph

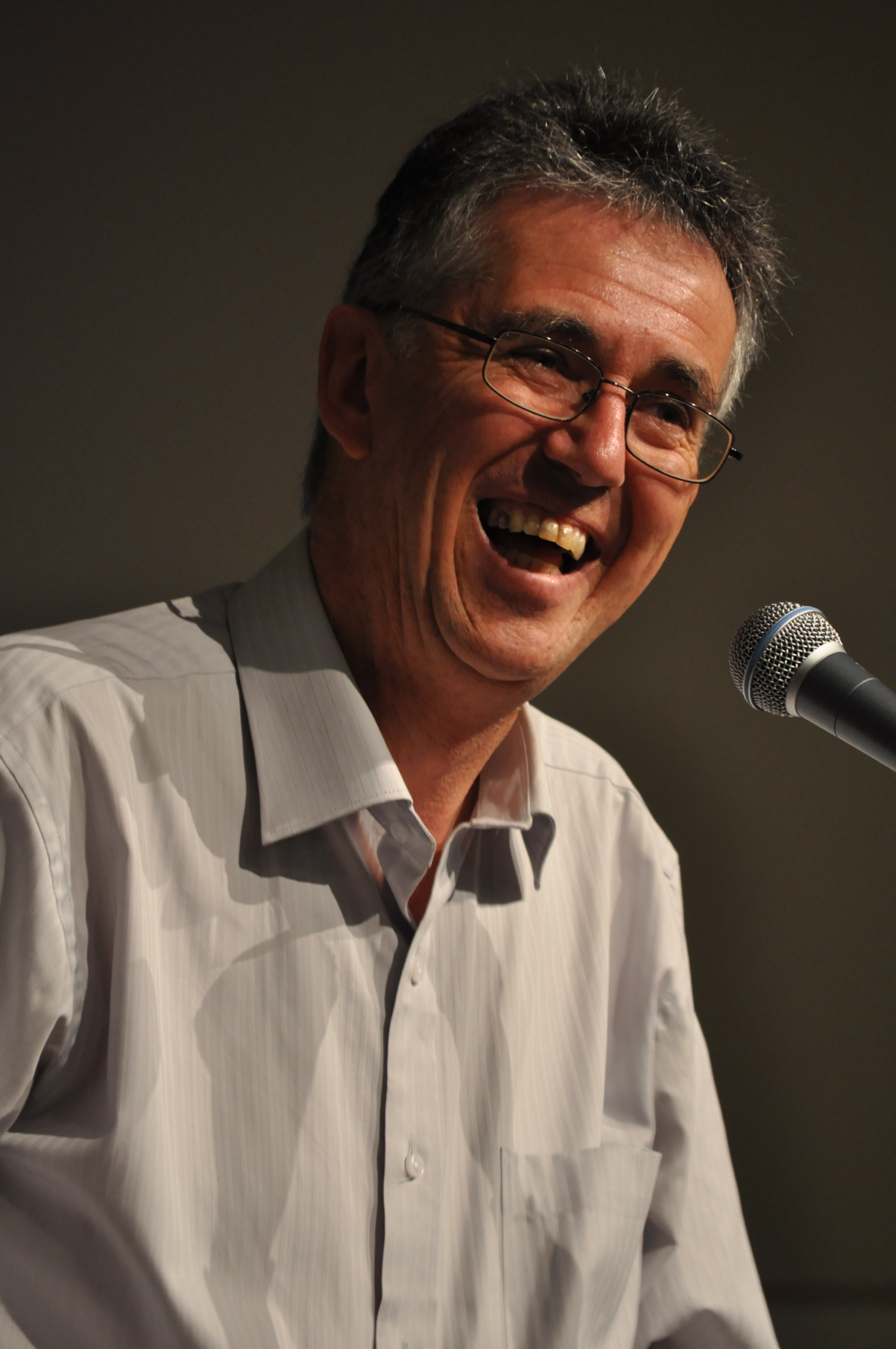
Steve Biddulph

Stephen „Steve“ John Biddulph AM (* 1953 in Saltburn-by-the-Sea, Yorkshire, England) ist ein australischer Familienpsychologe. Er lebt und arbeitet zusammen mit seiner Frau und Co-Autorin Shaaron Biddulph in Tasmanien, Australien. Er ist ein Männeraktivist.

## Themen
Als Psychologe befasst er sich seit über 25 Jahren mit dem Thema Familie. Seine Bücher kritisieren den Wahnwitz unserer modernen Zeit, der zunehmenden Isolation durch das Verschwinden der Gemeinschaft und den damit verbundenen Schwierigkeiten für die Eltern. Sie stehen aber auch für einen Wandel im Denken über die Bedürfnisse der Kinder. Er beklagt u. a. eine mangelnde Förderung von Jungen in der Schule. So tritt er weltweit als Berater für jungenfreundliche Schulen auf. In seinem jüngsten Buch setzt er sich für die Förderung der Beziehung zwischen Kleinkindern und Eltern ein, die er durch zu frühe und zu lange Gruppenfremdbetreuung und den damit verbundenen messbaren Stress für Kleinkinder gefährdet sieht.
In jedem seiner Bücher behandelt er ein unterschwelliges soziales Problem. Seine Erfahrungen gründen sich auf die Arbeit mit Problemfamilien, Vietnam-Veteranen, Notfallopfern sowie Opfern von Vergewaltigungen, Trauma und Mobbing.

## Engagement
In seinem Heimatland Australien arbeitet er für die Sozialjustiz sowie an Umweltthemen. Außerdem setzt er sich bei Menschenrechtsaktionen ein und hilft Flüchtlingsfamilien und Kindern im Umgang mit den australischen Behörden. Er ist Mitinitiator des The SievX National Memorial Projects, zur Erinnerung und zur Hilfe für die Opfer in der Tragödie, bei der 300 Flüchtlingsmütter und Kinder, unter verdächtigen Umständen auf einem Schiff bei der Fahrt nach Australien starben. Er ist Direktionsmitglied des Collinsvale Centre.
Biddulph nimmt aktiv an der öffentlichen Debatte um Auswege aus der Klimakrise teil. So ist er Mitunterzeichner eines im Dezember 2018 veröffentlichten offenen Briefes, in welchem der Politik ein Scheitern bei der Thematisierung der Krise vorgeworfen wird, dazu aufgerufen wird, sich Bewegungen wie Extinction Rebellion anzuschließen und zum Konsumverzicht aufgerufen wird.
2015 wurde er für seine  Verdienste um die Gesundheit der Bevölkerung, insbesondere im Bereich der Kinder- und Jugendpsychologie, sowie als Autor und Ausbilder zum Member des Order of Australia ernannt.

## Werke
The Making of Love (1980) war eine Antwort auf Scheidungen, von denen aus Biddulphs Sicht die meisten unnötig und vermeidbar gewesen wären.
In Manhood (Männer auf der Suche) werden Themen wie vaterfreundliche Arbeitsplatzpraktiken, Vaterschaftsurlaub, Beratungsmöglichkeiten und Gesundheitsdienste für Männer, angesprochen. Weiterhin betont es die Anerkennung der Wichtigkeit der Väter für eine klare und wertvolle Rolle im Leben der Kinder. Dem Buch wird zugutegehalten, den Riss, der zwischen Tausenden von Männern und ihren Vätern besteht, positiv beeinflusst und verändert zu haben, eine einzigartige Versöhnung, die durch das geschriebene Wort erreicht wurde. 